# 바깥돌림

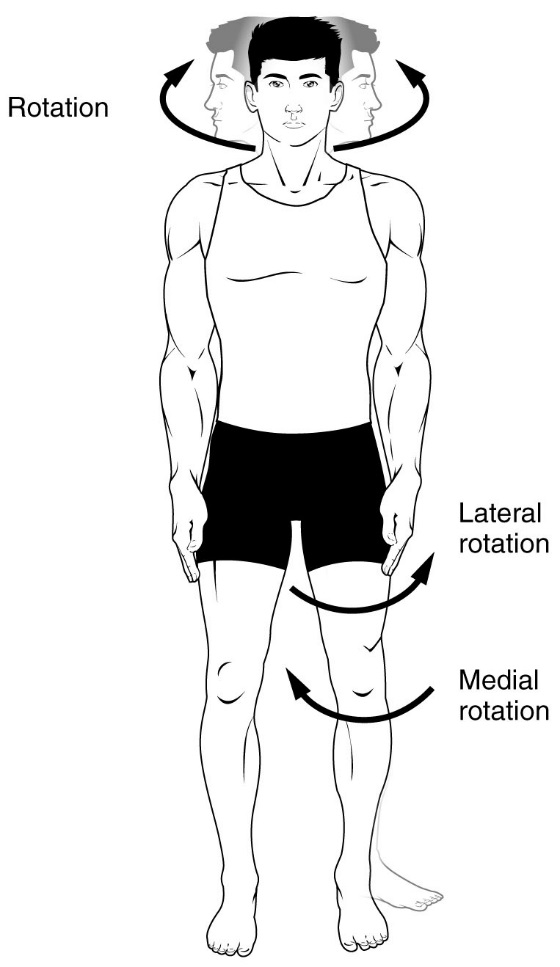

바깥돌림(external rotation, extorsion, lateral rotation) 또는 외회전은 신체 중심으로부터 멀어지는 회전운동을 한다는 의미의 해부학 용어이다. 이러한 운동을 하는 근육을 외회전근(external rotator)이라 한다.

## 외회전근 목록
- 어깨에 있어서 팔/상완골(humerus) 외회전[2]
  - 삼각근(Deltoid)
  - 극상근(Supraspinatus)
  - 극하근(Infraspinatus)
  - 소원근(Teres minor)
- 엉덩이에 있어서 허벅지/대퇴골(femur) 외회전[3]
  - 대둔근(Gluteus maximus)
  - 외회전군(Lateral rotator group)
    - 이상근(piriformis)
    - 상쌍자근(gemellus superior)
    - 내폐쇄근(obturator internus)
    - 하쌍자근(gemellus inferior)
    - 외폐쇄근(obturator externus)
    - 대퇴방형근(quadratus femoris)

  - 봉공근(Sartorius)
- 무릎에 있어서 다리 외회전[4]
  - 대퇴이두근(Biceps femoris)
- 안구 외회전(extorsion, excyclotorsion)[5]
  - 하직근(Inferior rectus muscle)
  - 하사근(Inferior oblique muscle)

## 같이 보기
- 안쪽돌림
- 모음
- 벌림
- 운동에 대한 해부학 용어